# Liste des divinités mythologiques
Liste non exhaustive des principales divinités mythologiques.

## Mythologie germanique
| Nom         | Description | Représentation                                                    |
| ----------- | --- | ----------------------------------------------------------------- |
| Odin        | Dieu principal du panthéon germanique, dieu des morts, de la victoire, et du savoir. Il est également patron de la magie, de la poésie, des prophéties, de la guerre et de la chasse. Il est mis à l'honneur lors de la fête de Yule, le 21 décembre. |                                                                   |
| Nerthus     | Déesse de la fertilité et probablement mère du dieu Freyr et femme du dieu Njörd (qui est aussi son frère). |                                                                   |
| Donar       | voir Thor | Bronzestatue „Christ or Thor“ aus dem isländischen Nationalmuseum |
| Sandraudiga | Déesse du sable, son nom signifierai « celle qui teint le sable en rouge ». |                                                                   |
| Tanfana     | Elle serait la lune ou la divinité mère. |                                                                   |
| Völva       | | Ed0048                                                            |

## Mythologie nordique
| Nom      | Description | Représentation                                                    |
| -------- | --- | ----------------------------------------------------------------- |
| Odin     | voir Odin |                                                                   |
| Frigg    | Un des trois visages de la Grande Déesse Mère et déesse de l’amour, du mariage, de la maternité et pouvant prédire l'avenir de chacun, elle est l'épouse d'Odin (et par conséquent la reine des Ases/Aesir) et la mère de Baldr et de Höd.                                                                       | FriggSpinning                                                     |
| Thor     | Dieu du Tonnerre il est l'un des principaux dieux du panthéon nordique. Il fut vénéré dans tout le monde germanique sous différents noms :Þórr en vieux norrois, Þunor en anglo-saxon, Þonar en frison occidental, Donar en vieux haut-allemand, etc.                                                            | Bronzestatue „Christ or Thor“ aus dem isländischen Nationalmuseum |
| Loki     | Dieu de la malice, de la discorde et des illusions. |                                                                   |
| Baldr    | Dieu de la lumière, la beauté, la jeunesse et l'amour. | Balder the Good by Jacques Reich                                  |
| Freyja   | Un des trois visages de la Grande Déesse Mère, fille de Njörd. Freyja est aussi la sœur jumelle de Freyr avec lequel elle partage les attributs de fertilités en lien avec la vie mais est aussi déesse de la mort, accueillant la moitié des guerriers destinés au Valhalla. Mère de Hnoss et Gersimi.          | Freya                                                             |
| Freyr    | Associé à la prospérité, il aurait été dieu de la fertilité avec sa capacité à contrôler la météo. | Freyr art                                                         |
| Týr      | Dieu du ciel, de la guerre juste, de la justice, de la victoire et de la stratégie mais aussi serments, des procédures et du droit. Symbolisé par la rune de la victoire c'est un dieu très ancien. | Týr by Frølich                                                    |
| Hel      | Déesse des morts elle est la fille de Loki et d'Angrboda, sœur de Fenrir et de Jörmungand. Hypostases de Freyja. | Hermod before Hela                                                |
| Heimdall | Gardien du pont Bifröst (l'arc-en-ciel qui sépare Ásgard des mondes inférieurs) il doit souffler dans Gjallarhorn et tuer (ou être tué par) Loki lorsque viendra le Ragnarök. Il est également le dieu de la lumière et de la lune, fils des neuf mères appelées les vierges ou filles de Geirrendour ou d'Ægir. |                                                                   |

## Mythologie grecque
Les Cronides sont l'ensemble des enfants des titans Cronos et son épouse (et sœur) Rhéa. Ils sont à ce titre tous frères et sœurs.
| Nom        | Description | Représentation                                                                                 |
| ---------- | --- | ---------------------------------------------------------------------------------------------- |
| Zeus       | Dieu suprême dans la mythologie grecque, il gouverne le ciel. Cronide il est marié à sa sœur Héra, il a engendré de nombreux héros. | Zeus Naucratis Painter Louvre E668                                                             |
| Héra       | Cronide et femme de Zeus. Elle est la protectrice des femmes et la déesse du mariage, gardienne de la fécondité du couple et des femmes en couches. Elle a souvent été représentée comme la personnification féminine de la belle saison.                                                                             | Hera Campana Louvre Ma2283                                                                     |
| Poséidon   | Cronide, il est le dieu des tremblements de terre et des sources dans la religion grecque antique. Son symbole principal est le trident, mais aussi le dauphin le cheval ou encore le taureau. Il gouverne la mer | Statue of Poseidon NAMA 235 (DerHexer), part 2                                                 |
| Hadès      | Cronide, Hadès règne sous la terre, il est considéré comme le « maître des Enfers ». Il est marié à Perséphone. | Hades Altemps Inv8584                                                                          |
| Déméter    | Cronide et déesse de l'agriculture et des moissons. Mère de Perséphone et de Ploutos. Pausanias en fait également la mère de Despoina et du cheval fabuleux Arion. | NAMA Triade éleusinienne                                                                       |
| Arès       | Dieu de la guerre dans la mythologie grecque. Il est le fils de Zeus et de Héra. | Head Ares Glyptothek Munich 212                                                                |
| Apollon    | Dieu des arts, du chant, de la musique, de la beauté masculine, de la poésie et de la lumière. Conducteur des neuf muses, il est également le dieu des purifications et de la guérison, mais peut apporter la peste par son arc.                                                                                      | Apollo of the Belvedere                                                                        |
| Héphaïstos | Dieu du feu, de la forge, de la métallurgie et des volcans. Fils d'Héra et de Zeus ou d'Héra seule. C'est un inventeur divin et un créateur d'objets magiques. | Hephaistos Thetis at Kylix by the Foundry Painter Antikensammlung Berlin F2294                 |
| Hermès     | Messager des dieux, principalement de Zeus, il est leur intermédiaire auprès des hommes. Donneur de la chance, inventeur des poids et des mesures, gardien des routes et carrefours, il est le dieu des voyageurs, des bergers, des commerçants, des voleurs et des orateurs. Il conduit aussi les âmes aux Enfers.   | Hermes Logios Altemps Inv8624 n2bb                                                             |
| Aphrodite  | Déesse de l'Amour. | Venus de Milo, Louvre May 2014                                                                 |
| Artémis    | Déesse de la nature sauvage, de la chasse et des accouchements. | Bronze statue of Artemis. 4th cent. B.C                                                        |
| Hestia     | Cronide, divinité du feu sacré et du foyer. Aussi dite déesse vierge du foyer domestique. | Hestia Giustiniani                                                                             |
| Dionysos   | Dieu de la vigne, du vin et de ses excès, de la folie et de la démesure. | Dionysos Louvre Ma87 n2                                                                        |
| Athéna     | Aussi appelée « Pallas Athéna », c'est la déesse de la sagesse, de la stratégie militaire, des artisans, des artistes et des maîtres d'école. | ACMA Athéna contemplative                                                                      |
| Thanatos   | Personnification de la Mort. | Column temple Artemis Ephesos BM Sc1206 n3                                                     |
| Perséphone | Fille de Zeus et de Déméter et épouse d'Hadès. Déesse du monde souterrain (les Enfers), elle est aussi associée au retour de la végétation lors du printemps, chaque année, elle passe huit mois sur Terre puis quatre (l'hiver, sans végétation) dans le royaume souterrain avec Hadès.                              | Isis Persephone archmus Heraklion                                                              |
| Métis      | Fille d'Océan et de Téthys. Elle est la personnification de la sagesse et de la ruse. Elle est la première épouse de Zeus. Elle vit pour l'éternité dans l'estomac de Zeus où elle l'aide a distinguer le bien et le mal.                                                                                             | Exaleiptron birth Athena Louvre CA616                                                          |
| Hébé       | Fille de Zeus et d'Héra, c'est une déesse personnifiant la jeunesse, la vitalité et la vigueur des jeunes. Elle protège les jeunes mariés. | Canova-Hebe 30 degree view                                                                     |
| Hélios     | Dieu du Soleil personnifié, il est souvent représenté avec une couronne rayonnante et chevauchant un char à travers le ciel. | Wall painting - Dionysos with Helios and Aphrodite - Pompeii (VII 2 16) - Napoli MAN 9449 - 02 |
| Hécate     | Déesse de la Lune. |                                                                                                |
| Léto       | Une des épouses de Zeus, fille de Céos et Phébé, sœur d'Astéria. Elle est également la mère d'Artémis et Apollon. | Tityos Leto Louvre G42                                                                         |
| Nyx        | Une des cinq divinités primordiales, elle personnifie la Nuit, elle et son frère Érèbe (les Ténèbres) sont les premières divinités issues du Chaos primordial. | Nyx by Henri Fantin-Latour                                                                     |
| Éros       | Une des cinq divinités primordiales, il est la divinité de l’Amour et de la puissance créatrice. | Eros bow Musei Capitolini MC410                                                                |
| Mania      | |                                                                                                |
| Gaïa       | Une des cinq divinités primordiales, identifiée à la « Déesse mère » et à la « Mère des titans ». Unie à Ouranos, le dieu du Ciel, elle engendra les six Titans et les six Titanides, puis les Cyclopes et enfin les Hécatonchires (les monstres aux cent bras). De son frère Tartare, elle donna naissance à Typhon. |                                                                                                |
| Ouranos    | Une des cinq divinités primordiales |                                                                                                |
| Chronos    | Personnification du temps |                                                                                                |
| Rhéa       | Titanide de la Fertilité |                                                                                                |
| Éole       | Maître et le régisseur des vents | Aeolus1                                                                                        |
| Nymphes    | |                                                                                                |
| Éos        | Déesse de l'Aurore, fille du Titan Hypérion et de la Titanide Théia. | Eos                                                                                            |

## Mythologie slave
| Nom      | Description | Représentation                       |
| -------- | --- | ------------------------------------ |
| Péroun   | Dieu de l'orage et du tonnerre, ainsi que des guerriers. Il a aussi été appelé Piorun (en polonais). Dodola est parfois considérée comme son épouse. Il est le correspondant de Perkun . | Перун.1998г.смеш.,тех.,бум.40,5х27,5 |
| Dajbog   | Dieu du soleil et des moissons. Il est le fils de Svarog. Son nom signifie « le dieu donnant », « qui donne la fortune », il a créé la mesure du temps et le calendrier. Il est considéré comme l'ancêtre de tous les Russes. Il est représenté par un bel homme aux cheveux d'or. Il donne la force, la santé, l'habileté et la sagesse. | Дажбог.1998г.смеш.тех., бум.40,5х28  |
| Svarog   | Dieu du feu et de la métallurgie dans la mythologie slave. Son nom signifie en slave « clair, lumineux ». | Svarog by Andrey Shishkin            |
| Morana   | |                                      |
| Yarilo   | Dieu de la végétation, de la fertilité , du printemps, et de l'amour charnel. C'est l'un des fils du dieu Péroun. Frère et époux de Morana avant de se faire tuer par son frère et son père. Il revit la scène chaque année. |                                      |
| Siebog   | Dieu de l’amour et du mariage. Il est associé à la déesse Sieba ou Siwa. |                                      |
| Siwa     | Šiwa, Šiva ou Jiva, Živa ou encore Sieba est la déesse de la vie, de l'amour et de la fertilité représentée par une jeune femme aux cheveux longs. | Siwa Westphalen                      |
| Vélès    | Un des dieux les plus anciens dans la mythologie slave. Il est le fils de Rod, le frère de Khors et l'époux d'Azovouchka. Il est le dieu de la guerre, du bétail et de la richesse, protecteur des marchands, des chasseurs et des agriculteurs.                                                                                          |                                      |
| Zywienia | Déesse de la nourriture, épouse de Radogast, le dieu de l'hospitalité. |                                      |

## Mythologie gauloise
| Nom         | Description | Représentation                                                             |
| ----------- | --- | -------------------------------------------------------------------------- |
| Teutatès    | | Teutatès base de colonne rue du Temple                                     |
| Taranis     | Dieu du Ciel et de l'Orage. Il forme avec Ésus et Teutatès la triade des dieux les plus importants du panthéon gaulois.                                                      | Taranis Jupiter with wheel and thunderbolt Le Chatelet Gourzon Haute Marne |
| Ésus        | | Le Pilier des Nautes 01                                                    |
| Rosmerta    | Déesse de la fertilité et de l'abondance. Parmi ses attributs on retrouve la fameuse corne d'abondance ou cornucopia.                                                        |                                                                            |
| Lug         | Principale divinité des Gaulois, Il a le pouvoir de frapper à distance. C'est un inventeur et praticien de tous les arts.                                                    | Lugh spear Millar                                                          |
| Sucellos    | Son nom signifierait « bon frappeur » ou « tape dur ». | Sucellus MAN St Germain                                                    |
| Maponos     | Dieu de la jeunesse. |                                                                            |
| Sirona      | Déesse de la guérison, elle est représentée avec des œufs et un serpent, (symbolisant respectivement la vie et la mort). Elle incarne aussi la déesse de la lumière lunaire. |                                                                            |
| Belenos     | |                                                                            |
| Nantosuelte | Déesse de la nature, de la terre, du feu et de la fertilité. |                                                                            |
| Épona       | Déesse associée au cheval, animal emblématique de l’aristocratie militaire gauloise.                                                                                         | Wetteraumuseum Epona Kapersburg                                            |

## Mythologie égyptienne
| Nom     | Description | Représentation                                                             |
| ------- | --- | -------------------------------------------------------------------------- |
| Rê      | Dieu solaire dans la mythologie égyptienne, créateur de l'univers. Il est souvent représenté avec une tête de faucon sur laquelle est posé le disque solaire protégé par le cobra dressé.                                                                                          |                                                                            |
| Horus   | Une des plus anciennes divinités égyptiennes. Il prend souvent l'apparence d'un faucon couronné du pschent ou d'un homme hiéracocéphale. Dieu protecteur et dynastique mais aussi dieu guérisseur et sauveur.                                                                      |                                                                            |
| Isis    | Reine mythique et déesse funéraire, elle est représentée comme une jeune femme coiffée d'un trône ou d'une perruque surmontée par un disque solaire inséré entre deux cornes de vache. C'est la sœur et l'épouse du roi Osiris.                                                    | Egyptian - Isis with Horus the Child - Walters 54416 - Three Quarter Right |
| Thot    | Dieu de l'écriture et le scribe des dieux au savoir illimité, il est aussi dieu de la sagesse. |                                                                            |
| Seshat  | Son nom signifie celle qui est un scribe, c'est la déesse de l'écriture, de l'astronomie/astrologie, de l'architecture et des mathématiques. Elle est à la fois la protectrice des bibliothèques, des scribes, des écoliers, des architectes et la gardienne des archives royales. |                                                                            |
| Ptah    | Dieu du Nil, des artisans, des artistes, des brancardiers et des architectes. Il est l'époux de Neith et deviendra tardivement celui de Sekhmet, il est le père de Néfertoum. Il est le patron de tout ce qui est relatif à la construction, les chantiers et l'artisanat.         |                                                                            |
| Anubis  | Dieu funéraire de l'Égypte antique, maître des nécropoles et protecteur des embaumeurs, représenté comme un grand canidé noir couché sur le ventre. | Coffin of Djeddjehutefankh                                                 |
| Sekhmet | Déesse guerrière, elle est représentée par une femme à tête de lionne portant d'abord l'uræus, puis, par la suite, le disque solaire ; de sa gueule de lionne sortent les vents du désert. Fille de Rê, elle incarne son œil.                                                      | StatueOfSakhmet                                                            |
| Sobek   | Fils de la déesse aquatique Neith et d'un des dieux jumeaux c'est le dieu de l’eau et de la fertilité |                                                                            |
| Osiris  | Dieu roi mythique c'est l'inventeur de l'agriculture et de la religion. | Egyptian - Osiris, Lord of the Dead - Walters 22207 - Three Quarter        |
| Hathor  | Déesse de l'Amour, de la Beauté, de la Musique, de la Maternité et de la Joie. Elle est représentée partiellement comme une déesse céleste. Son attribut est le ménat. |                                                                            |
| Seth    | Dieu de la confusion, du désordre et de la perturbation. Il est représenté avec un museau effilé et des oreilles dressées mais tronquées Maître du tonnerre et de la foudre, il protège Rê.                                                                                        |                                                                            |

## Mythologie mésopotamienne
| Nom        | Description | Représentation                                                                           |
| ---------- | --- | ---------------------------------------------------------------------------------------- |
| Marduk     | Aussi appelé Bel-Marduk, Bellus-Marduk ou Baal-Marduk, il est le plus grand dieu babylonien.Fils aîné d’Ea et de Damkina. On lui associe le dragon (Mušhuššu), la planète Jupiter et le nombre 50. | Marduk and pet                                                                           |
| Ea         | Connu sous les noms Aya ou Enki, il est le maître des eaux douces souterraines (Abzu), de la sagesse, des arts et des techniques, de la magie et de l'exorcisme. Il intervient en tant que démiurge ou conseiller auprès des grandes divinités. | God Ea, seated, holding a cup. From Nasiriyah, southern Iraq, 2004-1595 BCE. Iraq Museum |
| Ishtar     | Considérée comme un symbole de la femme, une divinité astrale associée à la planète Vénus, une déesse de l'amour et de la guerre. | Ishtar Eshnunna Louvre AO12456                                                           |
| Nabû       | NabûN 1 est le dieu mésopotamien du savoir et de l'écriture.Selon la mythologie babylonienne, c'est le fils de Mardouk4 et de Sarpanitu. Sa parèdre est Tashmetu. Ce dieu est en fait attesté depuis longtemps en Syrie, à Ebla (xxive siècle av. J.-C.). Il apparaît en Mésopotamie du Sud au début du IIe millénaire av. J.-C.Son temple principal se trouvait à Borsippa4, près de Babylone. Il était nommé Ezida, ce qui veut dire « Temple pur » en sumérien. Les temples dédiés à Nabû sont relativement nombreux, notamment en Assyrie où il était très apprécié. | Rawlinson's Nebo                                                                         |
| Dumuzi     | Aussi appelé Dumuzid ou Tammuz, c'est le dieu de l'abondance Il figure dans la Liste royale sumérienne comme « Dumuzi le berger », roi de Bad-Tibira. | Dumuzi aux enfers                                                                        |
| Ninurta    | Dieu guerrier, associé au triomphe militaire contre les forces malfaisantes, mais aussi divinité agraire. Fils de Enlil et de Ninmah. |                                                                                          |
| Shamash    | Dieu Soleil et garant de la justice (lié aussi à la guérison) aussi appelé Utu en Sumérien. Fils du dieu Lune Sîn. | Tablet of Shamash relief                                                                 |
| Nanshe     | Fille du dieu Enki et de la déesse Ninhursag et sœur de Ningirsu. | Nanshe                                                                                   |
| Sîn        | Personnifcation de la Lune. Connu aussi sous le nom Nanna(r) ou Su'en (en Sumérien). Surbodoné à son père Enlil et parents de la déesse Inanna/Ishtar et le dieu Utu/ShamashIl est également une divinité liée à la fertilité, en particulier celle des troupeaux de vaches. |                                                                                          |
| Ereshkigal | « Dame de la Grande Terre », déesse du monde des morts. Elle y règne avec le dieu Nergal, son mari | British Museum Queen of the Night                                                        |

## Mythologie hindoue
| Nom       | Description | Représentation                           |
| --------- | --- | ---------------------------------------- |
| Brahma    | Dieu créateur-démiurge de l'hindouisme, le dernier membre de la trinité des déités hindoues majeures (la trimūrti). Son épouse est Sarasvatī et sa monture vāhana est un hamsa, une oie ou un cygne. Il est considéré comme le père de Dharma et Atri.                                                                                              | Brahma on hamsa                          |
| Vishnou   | Deuxième dieu de la trimūrti. Il est souvent représenté en homme bleu avec une parure royale et quatre bras. Il porte sur sa tête une tiare dorée. Il recrée l'univers avec Brahma Il a pour monture Garuda, l'aigle. Il est le fils de Dharma et de Ahimsa3.                                                                                       | Vishnu seated on Ananda. Cave3Badami     |
| Shiva     | Membre de la Trimūrti. Il est représenté en tant que yogi qui possède la connaissance universelle, suprême et absolue. Il vit sur le mont Kailash. La tradition shivaïte de l'hindouisme le considère dans cinq grandes fonctions : il est le créateur, le préservateur, le transformateur, le dissimulateur et le révélateur (par la bénédiction). | Shiva Pashupati                          |
| Indra     | Roi des dieux et seigneur du Ciel. Il est le meurtrier de Vṛtrá et tient une place centrale dans le sacrifice du Soma. | Prasat Ban Phluang-009                   |
| Dourga    | Elle est considérée comme la shakti (l'énergie) de l'Absolu impersonnel et adorée seule (signe de sa toute-puissance). | Durga Mahisasuramardini                  |
| Agni      | Seigneur du feu sacrificiel et du foyer. Dans la littérature védique, il souvent invoqué avec Indra et Soma. Il transmet les offrandes aux dieux et déesses. il est représenté chevauchant un bélier. | Sun Temple, Modhera - Guda Mandap 06     |
| Varuna    | Dieu du ciel, du « serment » et de l'ordre du monde, le rita il devient dans l'hindouisme le dieu de l'océan, le gardien de l'orient (lokapala) de l'ouest. Dieu omniscient, il règne sur le panthéon védique. | Varuna with Varunani                     |
| Lakshmi   | Aussi appelée Mahalakshmi, la déesse de la Fortune, de la prospérité, de la richesse et de l'abondance. Elle est l'épouse de Vishnou. et la fille du sage Bhrigu. Son véhicule est la chouette, qui lui est associée. | Ravi Varma-Lakshmi                       |
| Surya     | Dieu Soleil, fils d'Āditi et de Kashyapa. Il a quatre épouses, Samjnâ, la connaissance, Râjnî, la souveraineté, Prabhâ, la lumière et Châyâ, l'ombre. C'est le père de Manu, mais aussi de Yama. | WLANL - 23dingenvoormusea - Suryabeeldje |
| Sarasvati | Déesse de la connaissance, de l'éloquence, de la sagesse et des arts. Elle est à la fois l'épouse (shakti), la demi-sœur et la fille de Brahma. | Saraswati                                |
| Ganesh    | Connu sous le nom de Vinâyaka, Gaṇapati ou Pillayar c'est le dieu qui supprime les obstacles, le dieu de la sagesse, de l’intelligence, de l’éducation et de la prudence, le patron des écoles et des travailleurs du savoir. Il est représenté avec une tête d'éléphant. Il est le fils de Shiva et Pârvatî, l’époux de Siddhi, Buddhi et Riddhî.  | Somatne fata (8)                         |

## Mythologie taoïste
| Nom           | Description | Représentation                                            |
| ------------- | --- | --------------------------------------------------------- |
| Pangu         | Premier être sorti du chaos originel, séparateur du ciel et de la terre, son corps devient à sa mort le monde et les hommes qui y vivent. C’est également le premier des Trois Purs (mythologie taoïste). |                                                           |
| Lei Gong      | Sire Tonnerre est responsable du tonnerre. Il a également un rôle justicier et peut causer la mort de personnes qui se sont mal conduites. Il est le plus souvent représenté comme un humanoïde au torse nu doté doté d’un bec d’oiseau ou d’un menton pointu, d’une paire d’ailes et de serres aux pieds, tenant un ciseau dans la main gauche et un maillet dans la main droite. | 雷公 (臺南風神廟)                                         |
| Meng Po       | Dame de l'oubli elle se trouve dans le « dixième tribunal » de Diyu. Elle veille à ce que les âmes prêtes à se réincarner ne se souviennent pas de leur vie antérieure ou de leur séjour en enfer. Elle prépare le Thé aux cinq arômes de l'oubli servi à chaque âme avant qu'il ne quitte Diyu.                                                                                   |                                                           |
| Tudigong      | Un Dieu du sol (son nom signifiant littéralement « Monseigneur le Sol »), c'est un Esprit/Dieu qui veille au bien-être des habitants. On peut aussi demander sa protection pour voyager en sécurité et en paix. | Tu Di Gong                                                |
| Wenchangdijun | Il porte nom de la constellation qu'il incarne, c'est un dieu parfois appelé « Dieu des lettrés » ou « Dieu de la littérature ». |                                                           |
| Mazu          | Déesse protectrice des marins. | Statues of Mazu in Lugang Mazu Temple 2004-08             |
| Zhu Rong      | Un des dieux du feu. Il aurait affronté Gonggong dans la légende du ciel brisé. |                                                           |
| Zhong Kui     | Exorciste légendaire, Il est souvent représenté dans l'art japonais. Il y apparaît barbu, armé d'une longue épée et portant parfois un large chapeau de paille. Ce héros combat et met à mort des oni. |                                                           |
| Yanluowang    | Gardien et juge du Diyu (enfer). Il correspond au dieu de la mort hindou Yama. | 五七閻羅大王                                              |
| Chang'e       | Ancienne femme de l’archer Houyi, elle réside éternellement sur la Lune, dans un palais de jade. Le taoïsme la considère comme la déesse de la Lune | Chang'e flies to the moon - Project Gutenberg eText 15250 |

## Java
| Nom             | Description | Représentation       |
| --------------- | --- | -------------------- |
| Babi ngepet     | |                      |
| Dewi Sri        | Déesse de la fertilité et du riz aussi appelée Lakshmi ou Sangiang Serri. Elle est fils de Datu Patoto. Elle meurt au bout de sept jours, est enterrée et renaît sous la forme du riz. | Indonesia 1952 10r o |
| Genderuwa       | |                      |
| Keong Emas      | |                      |
| Jailangkung     | |                      |
| Jenglot         | |                      |
| Nyai Roro Kidul | |                      |
| Pocong          | |                      |
| Pontianak       | |                      |
| Sundel bolong   | |                      |
| Tuyul           | |                      |
| Warak ngendog   | Son nom, qui se traduit par oiseau pondeur d’œufs, est une créature mythique de la religion javanaise ressemblant à un rhinocéros portant des œufs sur le dos. Il représenterait trois groupes ethniques différents à Semarang: les javanais, les chinois et les arabes. Sa tête ressemble à un dragon (chinois), son corps est une combinaison de buraq (un animal spécial ressemblant à un cheval ailé avec une tête humaine) (arabes) et d'une chèvre (javanais). |                      |
| Wewe Gombel     | |                      |

## Mythologie balinaise
| Nom          | Description | Représentation        |
| ------------ | --- | --------------------- |
| Barong       | Créature mythologique balinaise ressemblant à un lion. Il est le Banaspati rajah (seigneur de la forêt), chef des forces du bien et ennemi de Rangda dont les batailles représente la lutte constante entre le bien et le mal. | Barong and Kris dance |
| Batara Kala  | |                       |
| Bulan Pejeng | |                       |
| Hyang        | |                       |
| Kala Rau     | |                       |
| Leyak        | C'est une créature surnaturelle qui prend la forme d'une tête volante à laquelle sont attachées des entrailles (cœur, poumons, foie…).Il s'attaque aux femmes enceintes afin de sucer le sang des fœtus ou des nouveau-nés. Selon la légende, il existe trois Leyaks différents, deux femelles et un mâle, qui étaient des humains coupables de magie noire et/ou de cannibalisme. | Rangda statue         |
| Rangda       | |                       |
| Setesuyara   | Setesuyara est la déesse du monde souterrain avec Batara Kala dans la mythologie balinaise traditionnelle. |                       |
| Twalen       | |                       |

## Sumatra
| Nom             | Description | Représentation |
| --------------- | ----------- | -------------- |
| Malin Kundang   |             |                |
| Orang bunian    |             |                |
| Pelesit         |             |                |
| Putri Tangguk   |             |                |
| Silewe Nazarate |             |                |
| Hantu Bongkok   |             |                |